# パゼット・ウィルクス

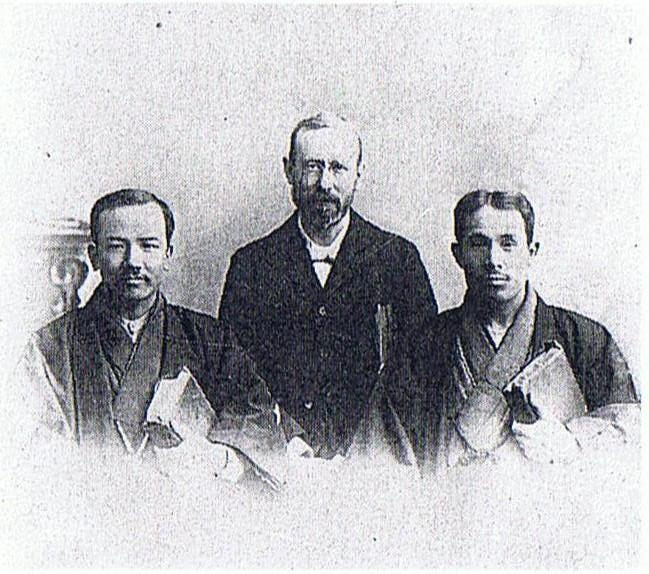
中田重治、パゼット・ウィルクス、三谷種吉、1902年

パゼット・ウィルクス（A.Paget Wilkes,1871年1月19日 - 1934年10月5日）は、日本で活動したイギリス人の宣教師、神学校教師。日本伝道隊創設の中心的人物。イングランド国教会の正規の牧師ではなく、立場的には信徒として来日した。

## 生涯
- 1871年1月19日、イングランドのサフォーク州でイングランド国教会の牧師の次男として生まれる。
- 高校時代に、F・B・マイヤーの集会で回心した。
- オックスフォード大学リンカン・カレッジで学ぶ
- 1896年7月14日 ガートルード・パーリーブと結婚
- 1897年9月26日英国教会宣教会 (CMS) 宣教師としてB・F・バックストンの招きに応じて、来日。島根県松江市でバックストンと共に伝道活動をする。
- 1903年 イギリスの休暇中に参加したケズィック・コンベンションにて、バックストンと共に「日本ワンバイワンミッション」(後の日本伝道隊)を結成する。
- 1904年 日本に戻り神戸で竹田俊造、御牧碩太郎、三谷種吉らと共に、日本伝道隊の活動を開始する。日本伝道隊の主幹になる。
- 1905年 日本伝道隊の本部を神戸に移して、伝道活動を行う。神戸の湊川に伝道館を開設する。（柘植不知人、安藤仲市らを輩出）

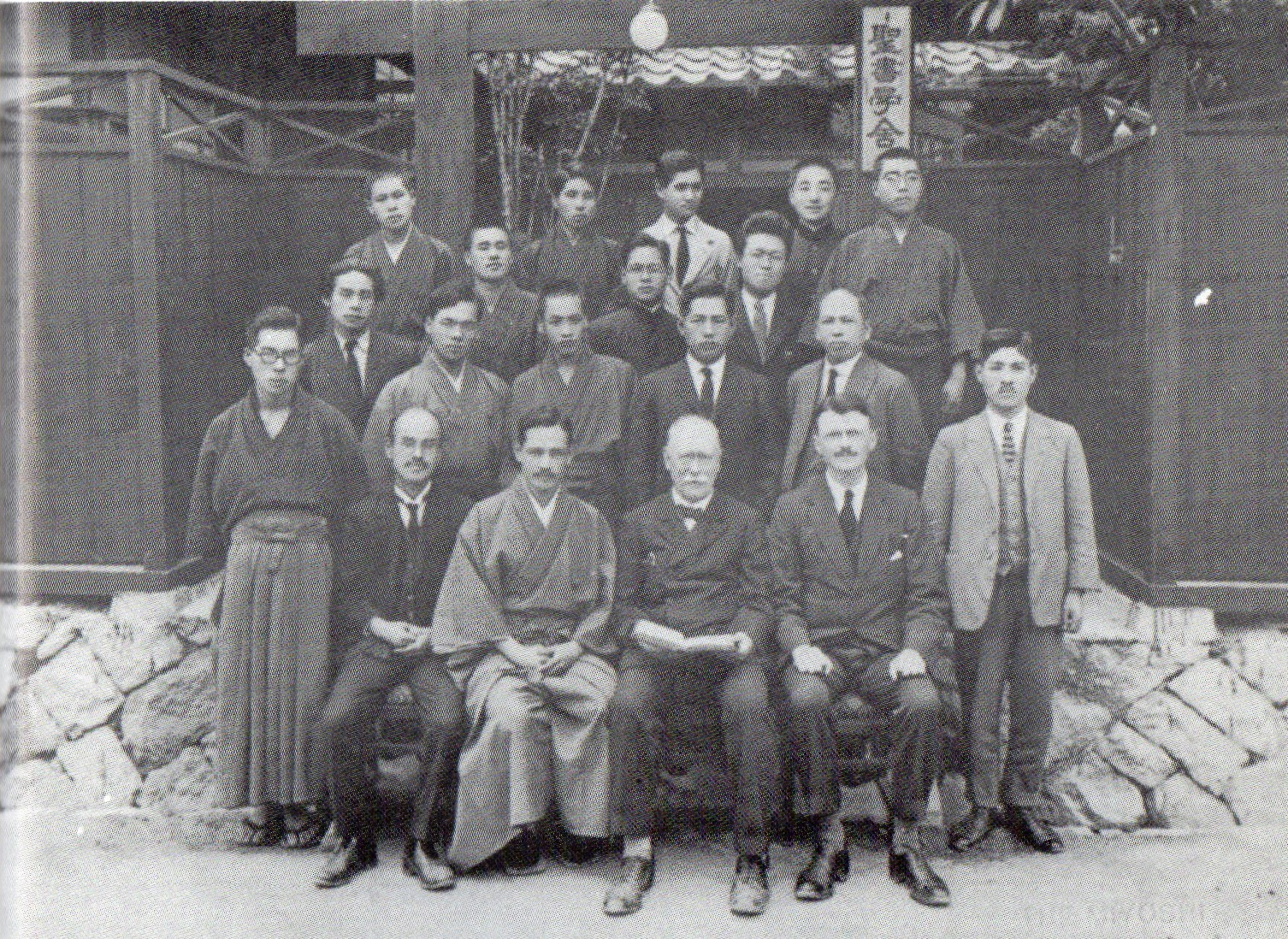
御影の聖書学舎、ウィルクスは前列右から3人目(1924年)

- 1931年 イギリスに帰国。
- 1934年10月5日 イギリスで死去

## 人物像
- 三谷種吉から日本語を教わるが、わずか1年で日本語の説教ができるようになる。
- 最初、宣教師としてアフリカへ行こうと思っていたが採用されず、1週間後にバックストンから招待があったので日本に行った。

## 著書

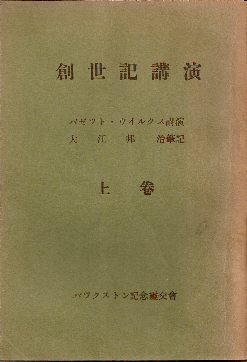
創世記講演

- 『創世記講演(上)、(下)』(大江邦治筆記） - バックストン記念霊交会 -　大正11年
- 『羅馬書講演 (Notes of Romans)』（米田豊筆記）- 聖書學舎出版部 - 1931
- 『救霊の動力』(沢村五郎訳) - バックストン記念霊交会 - 1935
- 『信仰の動力（The Dynamic of Faith)』(大江邦治筆記）- バックストン記念霊交会 - 1951
- 『聖潔 (Sanctification)』(大江邦治訳) - バックストン記念霊交会 - 1951
- 『贖罪の動力(The Dynamic of Redemption)』(大江邦治訳) - バックストン記念霊交会 - 1952
- 『ウイルクス説教集 (第壱集)』(小島伊助訳）- バックストン記念霊交会 - 1954
- 『ウイルクス説教集 (第弐集)』(大江邦治訳）- バックストン記念霊交会 - 1954
- 『基督者生涯の動力(The Dynamic of Life) (上)、(下)』(大江邦治訳)- バックストン記念霊交会 - 1958
- 『パゼット・ウィルクスの日本伝道日記』(阿部赳夫訳) - いのちのことば社 - 1978